# Distretto di Murrupula
Il distretto di Murrupula è un distretto del Mozambico, facente parte della Provincia di Nampula.